# Primum Familiae Vini
Primum Familiae Vini (abgekürzt oft PFV, deutsch: Erste (führende) Familien des Weines) ist eine Vereinigung von maximal 12 internationalen Weingütern mit Sitz in Vilafranca del Penedès, Spanien. Die Vereinigung wurde 1993 von Miguel Torres und Robert Drouhin gegründet mit dem Ziel, das Wissen der besten Winzer der Welt zu bündeln und auszutauschen. Voraussetzung einer Mitgliedschaft ist laut Satzung, dass man eigene Weingüter besitzt, zu den besten Winzern des jeweiligen Anbaugebietes zählt und international einen hohen Stellenwert genießt. Weiterhin müssen alle Mitglieder einer Aufnahme zustimmen.

## Aktuelle Mitglieder
- Château Mouton-Rothschild
- Antinori
- Torres
- Maison Joseph Drouhin
- Hugel & Fils
- Perrin & Fils (Château de Beaucastel, Château Miraval)
- Tenuta San Guido
- Vega Sicilia
- Symington
- Champagne Pol Roger
- Egon Müller-Scharzhof